# 內河碼頭站
內河碼頭站（英語：Embarcadero Station）為舊金山灣區捷運（BART）與舊金山輕軌（MUNI Metro）的共構車站，位於舊金山金融區。其為市場街地鐵最東端。作為舊金山灣區重要的交通樞紐，內河碼頭站是東灣西奧克蘭站行經跨灣隧道後在舊金山市區所設的第一座BART車站，工作日每日有34,310人次進出，為BART系統中最繁忙的一站。此站為增設車站，在此段BART營運後三年增設，於1976年5月啟用，為BART系統中第一座增設車站。舊金山輕軌月台則在1980年2月啟用。

## 位置及接驳
本站位于旧金山金融区东北部，范围北起市场街与德拉姆街交叉口，南至市场街与前街-费利蒙街交叉口。本站临近旧金山渡轮大厦、内河码头中心及旧金山缆车系统加利福尼亚街线的东端终点站，地面的公交站亦可换乘三藩市城市鐵路的多条公交线路。
美鐵巴士在本站亦有两条巴士线路，包括前往士德顿的34号线和前往爱莫利维尔站的99号线。

## 车站结构
内河码头站的站台分为两层，地下一层为旧金山轻轨站台，地下二层为旧金山湾区捷运站台。
| 地面     | 街道                       | 出入口 |
| 夹层     | 站厅                       | 票务服务、进出站闸机 |
| 地下一层 | 出城                       | J教堂列车往巴尔波亚公园方向 （蒙哥马利街） · K英格賽列车往巴尔波亚公园方向 （蒙哥马利街） · L塔拉瓦爾列车往第46大道与瓦乌纳方向 （蒙哥马利街） · M洋景列车往圣荷西与日内瓦/巴尔波亚公园方向 （蒙哥马利街） · N朱達列车往朱达与海滩方向 （蒙哥马利街） · S卡斯楚街接駁列车往卡斯楚街（平日）/西隧道口（AT&T球場比赛日）方向 （蒙哥马利街） |
| 地下一层 | 岛式站台，左边车门将会开启 | |
| 地下一层 | 进城                       | → J教堂终点站落客月台 · → L塔拉瓦爾终点站落客月台 · → M洋景终点站落客月台 · → N朱達列车往第4街及国王街方向 （福尔松） · → S卡斯楚街接駁列车（AT&T球場比赛日）往第4街及国王街方向 （福尔松） · → T第三街列车往森尼戴尔方向 （福尔松） |
| 地下二层 | 南行/西行                  | █黄线列车往旧金山国际机场（平日）/密尔布瑞（周末）方向（蒙哥马利街） · █蓝线列车往戴利城方向 （蒙哥马利街） · █红线列车往密尔布瑞（平日）/戴利城（周末）方向（蒙哥马利街） · █绿线列车往戴利城方向 （蒙哥马利街） |
| 地下二层 | 岛式站台，左边车门将会开启 | |
| 地下二层 | 北行/东行                  | → █黄线列车往匹兹堡/湾角方向 （西奥克兰） · → █蓝线列车往都柏林/普莱森顿方向 （西奥克兰） · → █红线列车往列治文方向 （西奥克兰） · → █绿线列车往费利蒙方向 （西奥克兰） |

## 邻近车站
| 上一站                                           | 旧金山湾区捷运 | 旧金山湾区捷运 | 旧金山湾区捷运 | 下一站                        |
| ------------------------------------------------ | -------------- | -------------- | -------------- | ----------------------------- |
| 蒙哥馬利街往旧金山国际机场經密尔布瑞             |                | 红线           |                | 西奧克蘭往里奇蒙              |
| 蒙哥馬利街往密尔布瑞或旧金山国际机场             |                | 黄线           |                | 西奧克蘭往安条克經匹兹堡/湾角 |
| 蒙哥馬利街往戴利城                               |                | 蓝线           |                | 西奧克蘭往都柏林/普莱森顿     |
| 蒙哥馬利街往戴利城                               |                | 绿线           |                | 西奧克蘭往贝里埃萨/北圣何塞   |
| 上一站                                           | 旧金山轻轨     | 旧金山轻轨     | 旧金山轻轨     | 下一站                        |
| 蒙哥馬利街往巴尔波亚公园                         |                | J教堂          |                | 起訖站                        |
| 蒙哥馬利街往巴尔波亚公园                         |                | K英格賽K/T跨线 |                | 福爾松往森尼戴尔              |
| 蒙哥馬利街往華埠                                 |                | T第三街        |                | 福爾松往森尼戴尔              |
| 蒙哥馬利街往旧金山动物园                         |                | L塔拉瓦爾停运  |                | 起訖站                        |
| 蒙哥馬利街往巴尔波亚公园經圣何塞与日内瓦         |                | M洋景          |                | 起訖站                        |
| 蒙哥馬利街往朱达与海滩                           |                | N朱達          |                | 福爾松往第4街及国王街         |
| 蒙哥馬利街往西隧道口                             |                | S卡斯楚街接駁  |                | 起訖站                        |
| 市场街与主街/市场街与德拉姆街                    |                |                |                |                               |
| 市场街与第1街/市场街与巴特瑞街往第17街与卡斯楚街 |                | F市场街与码头  |                | 唐志威与斯图亚特往琼斯与海滩  |

## 外部連結
- 维基共享资源上的相關多媒體資源：內河碼頭站
- BART – Embarcadero Station Overview （页面存档备份，存于）
- Street map from MapQuest （页面存档备份，存于）